# Mats Seuntjens
Mats Seuntjens (* 17. dubna 1992, Breda, Nizozemsko) je nizozemský fotbalový záložník, v současné době hráč NAC Breda.

## Klubová kariéra
V Nizozemsku začal s profesionálním fotbalem v klubu NAC Breda. V A-mužstvu Bredy debutoval v lednu 2012.